# Uranotaenia incognita
Uranotaenia incognita är en tvåvingeart som beskrevs av Galindo och Blanton 1954. Uranotaenia incognita ingår i släktet Uranotaenia och familjen stickmyggor.
Artens utbredningsområde är Panama. Inga underarter finns listade i Catalogue of Life.